# Ulikowo
Ulikowo (niem. Wulkow) – osada w Polsce położona w województwie zachodniopomorskim, w powiecie stargardzkim, w gminie Stargard.
Osada leży przy linii kolejowej 202 Gdańsk-Stargard, ze stacją Ulikowo.
W latach 1975–1998 miejscowość administracyjnie należała do województwa szczecińskiego.

## Historia
W średniowieczu zbudowano gród obronny. Od 1229 był własnością joannitów.

## Zabytki
- Kościół z XV wieku z gotyckimi bramkami cmentarnymi[3].